# Bajubang Laut
Bajubang Laut is een bestuurslaag in het regentschap Batang Hari van de provincie Jambi, Indonesië. Bajubang Laut telt 1290 inwoners (volkstelling 2010).